# Robert Kurbaša
Robert Kurbaša (Split, 13. listopada 1977.) je hrvatski kazališni, televizijski i filmski glumac.

## Filmografija

### Televizijske uloge
- "Kumovi" kao Viktor (2022.)
- "Zlatni dvori" kao Nikola Rakitić (2016. – 2017.)
- "Prvaci sveta" kao Petar Skansi (2016.)
- "Stipe u gostima" kao Joke (2014.)
- "Ruža vjetrova" kao Srđan Matošić (2011. – 2012.)
- "Pod sretnom zvijezdom" kao Vedran Gallo (2011.)
- "Dnevnik plavuše" kao Toni (2010. – 2011.)
- "Dolina sunca" kao Andrija Bukovac (2009. – 2010.)
- "Ponos Ratkajevih" kao drug Cvijo (2008.)
- "Ne daj se, Nina" kao David Glowatzky (2007. – 2008.)
- "Urota" kao Tomislav Vojković (2007.)
- "Obični ljudi" kao Robert Knežević (2006. – 2007.)
- "Ljubav u zaleđu" kao Duje Kaliterna (2005. – 2006.)
- "Naša kućica, naša slobodica" kao Mislav (1999.)

### Filmske uloge
- "Ministarstvo ljubavi" kao Kijevljanin (2016.)
- "Bit ćemo svjetski prvaci" kao Petar Skansi (2015.)
- "Glazbena kutija" kao Father (2013.)
- "7 seX 7" kao Kazimir (2011.)
- "Ljubavni život domobrana" kao Gogo (2009.)
- "Najveća pogreška Alberta Einsteina" kao Marko (2006.)
- "Holding" kao promrzli student #3 (2001.)

## Glazba
2015. je objavio digitalni album poezije Biti mi daj, uz originalnu popratnu glazbu Milana Štajnera (Miki Nopling), a sve stihove interpretira Kurbaša.

## Vanjske poveznice
- Robert Kurbaša u internetskoj bazi filmova IMDb-u (engl.)